# Варацкое
Варацкое — пресноводное озеро на территории Малиновараккского сельского поселения Лоухского района Республики Карелии.

## Общие сведения
Площадь озера — 2,4 км², площадь водосборного бассейна — 116 км². Располагается на высоте 44,0 метров над уровнем моря.
Форма озера лопастная, продолговатая: оно почти на пять километров вытянуто с запада на восток. Берега изрезанные, каменисто-песчаные, преимущественно возвышенные.
Через озеро течёт река Кереть, впадающая в Белое море.
С востока в озеро впадает протока, вытекающая из озера Долгого.
В озере расположено не менее семи безымянных островов различной площади.
Код объекта в государственном водном реестре — 02020000711102000002538.